# Parenchymula
Parenchymula – larwa gąbek pozbawiona jamy wewnątrz ciała (stadium bezjamowej blastuli). Budowa parenchymuli jest następująca: wewnątrz skupione są duże komórki zwane makromerami, natomiast otaczają je podłużne drobne komórki (mikromery), wyposażone w rzęski. Początkowo (dość krótko) larwa ta pływa wolno, po czym osadza się na podłożu, gdzie dokonywane są przejścia w kolejne stadia rozwojowe. U niektórych gatunków zachodzi proces przekształcania mikromerów w choanocyty i przemieszczenia się makromerów na powierzchnię. U innych gatunków wytworzenie się warstw komórkowach następuje w wyniku histogenezy. W trakcie histogenezy we wnętrzu larwy następuje zawiązanie się jamy paragastralnej.